# Jureskogs
Jureskogs är en svensk snabbmatskedja grundad av TV-kocken Johan Jureskog.
2018 startade Johan tillsammans med sin bror Ludvig hamburgerbar vid namn Jureskogs, hamburgarna är inspirerade från bland annat TV-serien Världens bästa burgare. 